# S-Bahn Liechtenstein

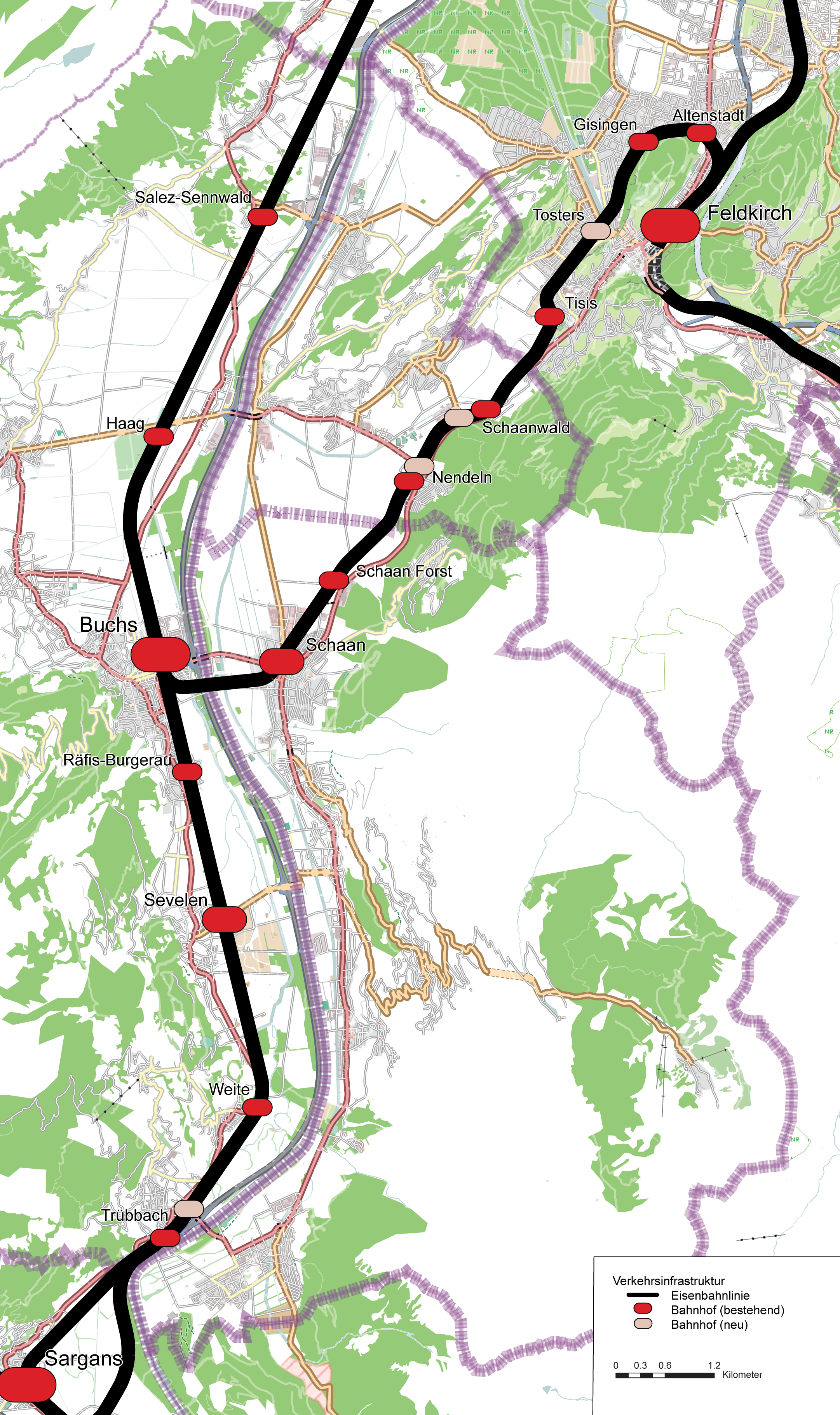
Projekt S-Bahn FL.A.CH in der Übersicht

Das Projekt S-Bahn Liechtenstein (früher S-Bahn FL.A.CH bzw. auch S-Bahn FL-A-CH genannt) ist ein grenzüberschreitendes Eisenbahnkonzept der drei Alpenländer Liechtenstein, Österreich und der Schweiz. Das von der liechtensteinischen Regierung initiierte Projekt sieht einen S-Bahn-ähnlichen Betrieb auf der Bahnstrecke Feldkirch – Buchs (1. Etappe) vor und soll damit ein zentrales Bindeglied zwischen der S-Bahn St. Gallen sowie der S-Bahn Vorarlberg darstellen. 
Im Jahr 2020 beschlossen Regierungsvertreter Österreichs und Liechtensteins die gegenseitige Unterzeichnung einer «Absichtserklärung über die Realisierung des Vorhabens der S-Bahn Liechtenstein». In einer Volksabstimmung am 30. August 2020 lehnte die Liechtensteiner Bevölkerung allerdings die Aufnahme eines Kredites für das Projekt ab.

## Geschichte des Projekts
Für den österreichischen Teil des Projektes wurde das behördliche Genehmigungsverfahren bereits 2015 mit einem positiven UVP-Bescheid abgeschlossen. Davon unabhängig zu sehen ist die Entscheidung über die Finanzierung des Projektes, die in den betroffenen Staaten vor allem politisch zu klären ist. Im April 2014 sistierte die Liechtensteiner Regierung alle Arbeiten rund um das Projekt FL.A.CH. Zuerst seien Unstimmigkeiten mit Österreich in Finanzfragen zu lösen.
Am 21. April 2020 wurde im Rahmen eines Arbeitsgesprächs zwischen den Regierungsvertretern Österreichs und Liechtensteins die gegenseitige Unterzeichnung einer «Absichtserklärung über die Realisierung des Vorhabens der S-Bahn Liechtenstein» beschlossen. Zwei Tage später wurden die veranschlagten Kosten sowie die Kostenverteilung bekanntgegeben. Demnach betragen die Kosten für die Infrastrukturmassnahmen in Liechtenstein 122,1 Mio. Franken, wobei das Fürstentum 66,5 Mio. (54,5 %) und die Republik Österreich 55,6 Mio. (45,5 %) übernehmen. In diesem Betrag nicht enthalten sind die Kosten für die Instandhaltung der Eisenbahn-Rheinbrücke Schaan-Buchs und der Eisenbahn-Kanalbrücken in Schaan. Diese baulichen Veränderungen sowie jene in Österreich werden von der Republik Österreich alleine getragen. Die veranschlagten Gesamtkosten belaufen sich auf 197 Mio. Franken, wovon 130,5 Millionen Franken auf Österreich entfallen. Somit ergibt sich bezogen auf die Gesamtkosten eine Kostenquote von 66,25 Prozent für die Republik Österreich und 33,75 Prozent für das Fürstentum Liechtenstein. In einer Volksabstimmung am 30. August 2020 lehnte die Liechtensteiner Bevölkerung allerdings die Aufnahme eines Kredites für das Projekt ab, sodass die Finanzierung und auch die gesamte Umsetzung nun wieder völlig offen sind.

## Heutiger Betrieb

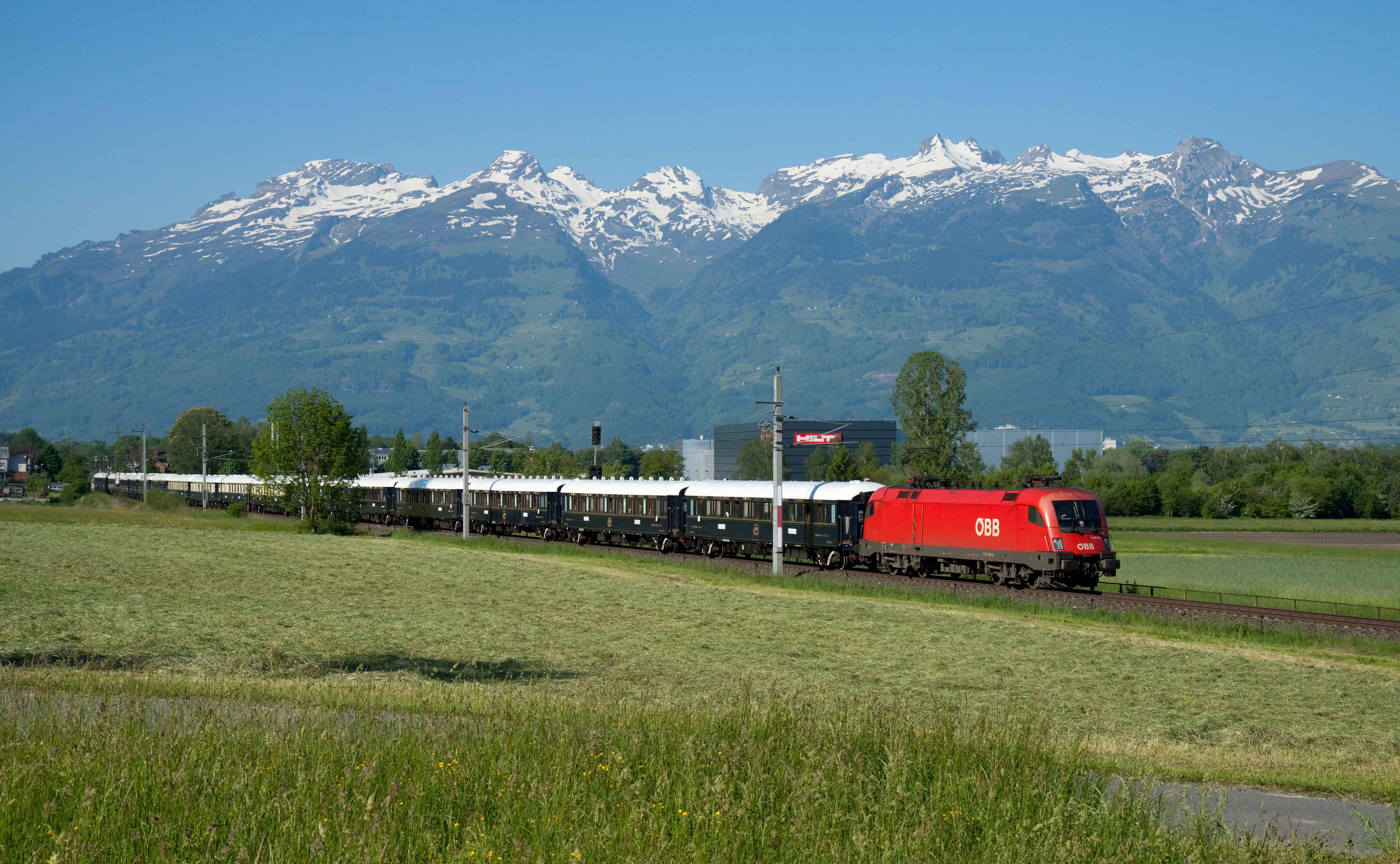
Sonderzug (Orient-Express) in Nendeln

Das grenzüberschreitende Bahnangebot zwischen Werdenberg, dem Fürstentum Liechtenstein und Vorarlberg ist heute nur schwach ausgebaut. Auf der Strecke Buchs – Feldkirch führen die Österreichischen Bundesbahnen (ÖBB) von Montag bis Freitag (wenn Werktag) neun Regionalzugpaare und binden Liechtenstein nur unregelmässig und zu den Hauptverkehrszeiten an Feldkirch und Buchs SG an. Fahrplanmässig bedient werden die Haltepunkte Schaan-Vaduz, Forst Hilti und der Bahnhof Nendeln, nicht jedoch die Haltestelle Schaanwald.
Die Strecke ist fast durchgehend eingleisig, und die Bahnhofinfrastrukturen sind veraltet. Der öffentliche Verkehr zwischen diesen Regionen wird mehrheitlich durch Buslinien angeboten, die jedoch zu Stosszeiten stark behindert werden.
Der Grossteil des Güter- und Personenverkehrs Österreich–Schweiz benützt diese Strecke, sodass Angebotserweiterungen im Regionalverkehr heute kaum mehr möglich sind. So fuhren hier im Fahrplan 2012 zwei EN-Zugpaare (Budapest Keleti pu. / Graz Hbf – Zürich HB u.u.) und fünf RJ-Zugpaare Budapest Keleti pu. / Wien Westbahnhof – Salzburg Hbf – Innsbruck Hbf – Zürich HB. Im Fahrplan 2022 benutzen sechs RJ-Paare (grundsätzlich Wien Hbf – Zürich HB), ein EC-Paar («Transalpin» Graz Hbf – Zürich HB) und zwei Nachtzugpaare die Strecke.

## Ausgangslage
Mit der Einführung der S-Bahn Vorarlberg und dem Ausbau des Bahnangebotes im St. Galler Rheintal – insbesondere mit der S-Bahn St. Gallen 2013 – sah sich die Liechtensteiner Regierung veranlasst, die Bahninfrastruktur auch in Liechtenstein auszubauen. Hinzu kommt, dass die Konzession zum Betrieb der Eisenbahnstrecke auf liechtensteinischem Staatsgebiet im Jahr 2017 nach 40-jähriger Laufzeit ausläuft. Entsprechend nahm die Regierung Liechtensteins neue Verhandlungen mit den ÖBB auf und stellte für die zu vergebende Konzession ebenfalls Bedingungen.

## Zweck und Ziele
Seit dem Zweiten Weltkrieg hat sich Liechtenstein von einem ärmlichen Bauernstaat zu einem der höchstindustrialisierten Länder der Welt entwickelt. Gleichzeitig setzte ein grosses Bevölkerungs- und ein noch stärkeres Wirtschaftswachstum ein: Lag die Zahl der Einwohner im Jahr 1970 noch bei rund 21‘000, stieg diese bis 2010 auf über 36‘000 an. Die Zahl der Arbeitsplätze hat sich in dieser Zeitspanne von ca. 11‘500 auf rund 34‘000 erhöht und somit mehr als verdreifacht. Dieses starke Wirtschaftswachstum hatte zur Folge, dass bereits heute mehr als die Hälfte aller Arbeitsplätze in Liechtenstein von Grenzgängern besetzt sind. Dieser Umstand führte insbesondere in den letzten Jahren zu massiven Verkehrsproblemen im Raum Liechtenstein, sodass die Strasseninfrastruktur immer mehr an ihre Belastungsgrenze stösst.
In einem Bericht der Regierung an den Landtag zum Projekt S-Bahn FL.A.CH wurden die wichtigsten Zielsetzungen festgehalten: Einerseits soll durch den Aufbau eines attraktiven Regionalverkehrs die Anbindung an das St. Galler und Vorarlberger S-Bahn-System ermöglicht werden und so die internationale Erreichbarkeit Liechtensteins verbessert werden. Zudem soll durch die zunehmende Nutzung des öffentlichen Verkehrs die Belastung durch den Strassenverkehr reduziert werden und so der Lebens- und Wirtschaftsraum Liechtenstein langfristig gestärkt werden.

## Projektinhalt erste Etappe
Die Realisierung der S-Bahn FL.A.CH soll in zwei Etappen erfolgen: Die erste Etappe umschliesst die eigentliche Bahnstrecke Feldkirch–Buchs. Die zweite Etappe würde die Ausdehnung des Bahnangebotes über Buchs (Richtung Sargans bzw. St. Gallen) oder auch Feldkirch (Richtung Bregenz bzw. Bludenz) hinaus umfassen.

### Bahnangebot
Laut Planungsberichten ist vorgesehen, das Bahnangebot nach den notwendigen Infrastrukturausbauten in drei Schritten auszubauen: In einem ersten Schritt würde ein durchgehender Stundentakt mit einer Verdichtung zum Halbstundentakt zu Hauptverkehrszeiten eingeführt werden. In einem zweiten Schritt soll dieser Halbstundentakt ausgedehnt werden, sodass in einem dritten und letzten Schritt ein durchgehender Halbstundentakt entsteht.
| St. Gallen ab | 15.39 | 17.26 |
| Buchs an      | 16.44 | 17.13 |
|               |       |       |
| Sargans ab    | 16.35 | 17.01 |
| Buchs an      | 16.45 | 17.12 |
|               |       |       |
| Buchs ab      | 16.48 | 17.18 |
| Schaan        | 16.51 | 17.21 |
| Schaan, Forst | 16.53 | 17.23 |
| Nendeln       | 16.56 | 17.26 |
| Schaanwald    | 16.59 | 17.29 |
| Tisis         | 17.02 | 17.32 |
| Tosters       | 17.04 | 17.34 |
| Gisingen      | 17.06 | 17.36 |
| Altenstadt    | 17.08 | 17.38 |
| Feldkirch an  | 17.11 | 17.41 |
|               |       |       |
| Feldkirch ab  | 17.14 | 17.44 |
| Bludenz an    | 17.29 | 18.02 |
|               |       |       |
| Feldkirch ab  | 17.17 | 17.53 |
| Bregenz an    | 17.48 | 18.19 |

| Bregenz ab    | 16.11 | 16.40 |
| Feldkirch an  | 16.41 | 17.12 |
|               |       |       |
| Bludenz ab    | 16.30 | 17.00 |
| Feldkirch an  | 16.45 | 17.15 |
|               |       |       |
| Feldkirch ab  | 16.48 | 17.18 |
| Altenstadt    | 16.50 | 17.20 |
| Gisingen      | 16.52 | 17.22 |
| Tosters       | 16.54 | 17.24 |
| Tisis         | 16.57 | 17.27 |
| Schaanwald    | 17.01 | 17.31 |
| Nendeln       | 17.03 | 17.33 |
| Schaan, Forst | 17.06 | 17.36 |
| Schaan        | 17.09 | 17.39 |
| Buchs an      | 17.12 | 17.42 |
|               |       |       |
| Buchs ab      | 17.15 | 17.46 |
| St. Gallen an | 18.20 | 18.34 |
|               |       |       |
| Buchs ab      | 17.15 | 17.48 |
| Sargans an    | 17.25 | 18.29 |

Laut Planungsgrundlagen soll die Fahrlage der Regionalzüge so zu liegen kommen, dass sowohl beim Bahnhof Buchs als auch beim Bahnhof Feldkirch direkte Anschlüsse in alle Richtungen ermöglicht werden (in Buchs von/nach St. Gallen und von/nach Sargans und in Feldkirch von/nach Bregenz und von/nach Bludenz). Entsprechend würde sich beispielsweise die Fahrzeit in Verbindung mit der Einführung der S-Bahn St. Gallen 2013 vom Bahnhof Schaan nach Zürich von heute 90 bzw. 93 auf 74 Minuten oder nach St. Gallen von heute 67 auf 55 Minuten reduzieren.
| Strecke              | ohne S-Bahn FL.A.CH bzw. S-Bahn St. Gallen b | mit S-Bahn FL.A.CH bzw. S-Bahn St. Gallen | Fahrzeitveränderung |
| -------------------- | -------------------------------------------- | ----------------------------------------- | ------------------- |
| Schaan – Buchs       | 06 min                                       | 03 min                                    | - 03 min            |
| Schaan – Sargans     | 29 min                                       | 16 min                                    | - 13 min            |
| Schaan – St. Gallen  | 67 min                                       | 55 min                                    | - 12 min            |
| Schaan – Zürich      | 93 min                                       | 74 min                                    | - 19 min            |
| Schaan – Bregenz     | 65 min                                       | 57 min                                    | - 08 min            |
| Nendeln – Sevelen    | 26 min c                                     | 18 min                                    | - 08 min            |
| Nendeln – Walenstadt | 47 min d                                     | 38 min                                    | - 09 min            |
| Nendeln – Dornbirn   | 50 min e                                     | 40 min                                    | - 10 min            |
| Schaanwald – Buchs   | 18 min                                       | 11 min                                    | - 07 min            |
| Schaanwald – Bludenz | 44 min                                       | 30 min                                    | - 14 min            |
| Schaanwald – Chur    | 60 min                                       | 47 min                                    | - 13 min            |

### Infrastrukturmassnahmen
Um die geplanten Verbesserungen im Bahnverkehr realisieren zu können, aber auch den heutigen Kundenansprüchen gerecht zu werden, sind verschiedene Ausbauten geplant.

#### Gleisausbau
Für die vorgesehene Erweiterung des Bahnangebotes ist ein zweigleisiger Ausbau («Doppelspur») zwischen Nendeln und Tisis mit einer Länge von 4,6 Kilometern nötig. Entsprechend würden die Fernverkehrszüge Wien–Zürich bei Nendeln und die Regionalzüge bei Schaanwald kreuzen. Zugleich soll auch die bestehende Eisenbahntechnik (z. B. Signalsteuerung, Schrankensteuerung) komplett erneuert werden.
Als erste Etappe des zweispurigen Gleisausbaues samt begleitenden Massnahmen ist der Streckenabschnitt Feldkirch bis zur Grenze Liechtenstein (Feldkirch-Tosters, Eisenbahnkilometer 0,000 bis 8,375 / ÖBB-Strecke 303) derzeit Gegenstand einer Umweltverträglichkeitsprüfung in Österreich.

#### Bahnhöfe bzw. Haltestellen

##### Bahnhof Schaan-Vaduz

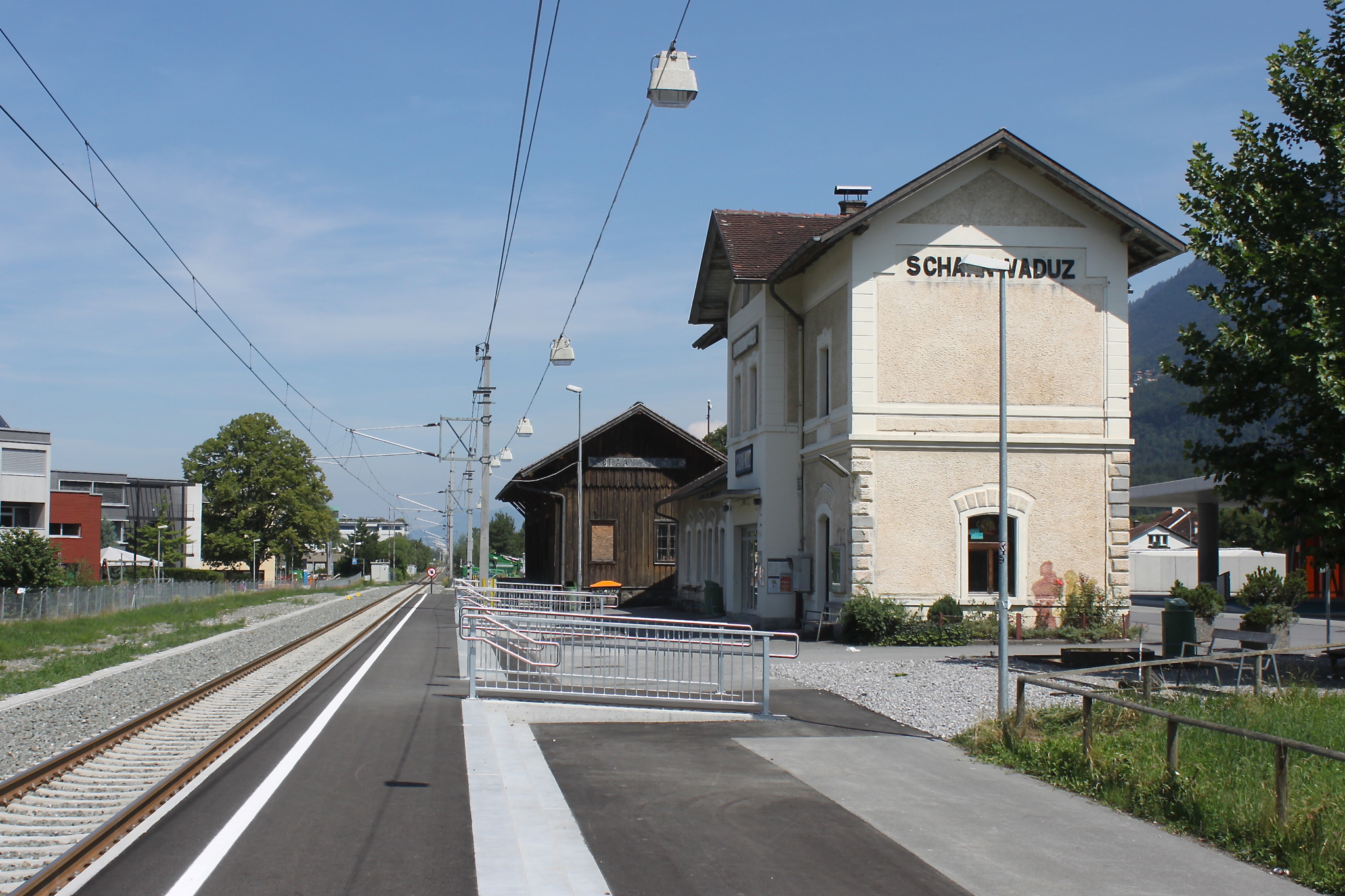
Bereits erneuerte Bahninfrastruktur

Der Bahnhof Schaan-Vaduz besitzt aufgrund seiner Lage das grösste Kundenpotential – insbesondere für die zahlreichen Industriebetriebe der Gemeinde, aber auch als Umsteigepunkte auf die diversen Busverbindungen Richtung Vaduz, Triesen, Balzers, Triesenberg und Planken. Entsprechend wird von einer endgültigen Frequenz von 1200 bis 2000 Personen pro Werktag ausgegangen.
Geplant ist ein behindertengerechter Bahnsteig mit einer Länge von 160 Metern, sowie eine Bike-&-Ride-Anlage mit insgesamt 400 Veloabstellplätzen. In unmittelbarer Nähe zum Bahnhof wurde in den Jahren 2004 bis 2009 ein zentraler Bushof mit sechs Haltekanten sowie eine Tiefgarage mit 145 Parkplätzen errichtet, sodass keine weiteren Infrastrukturmassnahmen für die Erschliessung des Bahnhofes mehr nötig sind.

##### Bahnhof Nendeln
Beim Bahnhof Nendeln sind umfassende Infrastrukturmassnahmen geplant, er soll auch zu einem Fernverkehrshalt werden. Im Zuge des Doppelspurausbaues soll der heutige Bahnübergang aufgehoben und die Hauptstrasse nach Norden verlegt sowie mit einer Unterführung versehen werden. Gleichzeitig ermöglicht diese neue Strassenanbindung die Verlegung des Bahnhofs Nendeln zur bisherigen Eisenbahnkreuzung, die Errichtung einer Park-&-Ride-Anlage sowie eine Verbesserung der Busverbindungen Richtung Eschen und Bendern. Durch die Aufhebung der sogenannten Engelkreuzung soll zudem das Dorfzentrum vom Individualverkehr entlastet und durch gestalterische Massnahmen aufgewertet werden.

##### Haltestelle Schaanwald
Das Empfangsgebäude der Haltestelle Schaanwald stammt aus dem Jahr 1928 und steht seit 1999 unter Denkmalschutz. Seit dem Fahrplanjahr 2012 wird der Bahnhof aber nicht mehr von Zügen bedient, in den zwei Fahrplanjahren davor hielt nur ein einziger Zug pro Verkehrstag.
Im Zusammenhang mit dem Projekt S-Bahn FL.A.CH soll eine neue Haltestelle im Industriegebiet der Gemeinde erstellt werden, um so ein grösseres Kundenpotential zu erschliessen und auch eine bessere Busverbindung Richtung Mauren/Schellenberg zu ermöglichen. Geplant ist hierbei eine Errichtung zweier 160 Meter langer behindertengerechter Bahnsteige sowie einer Bahnsteigüberführung u. a. mit Lift.

##### Haltestelle Forst-Hilti

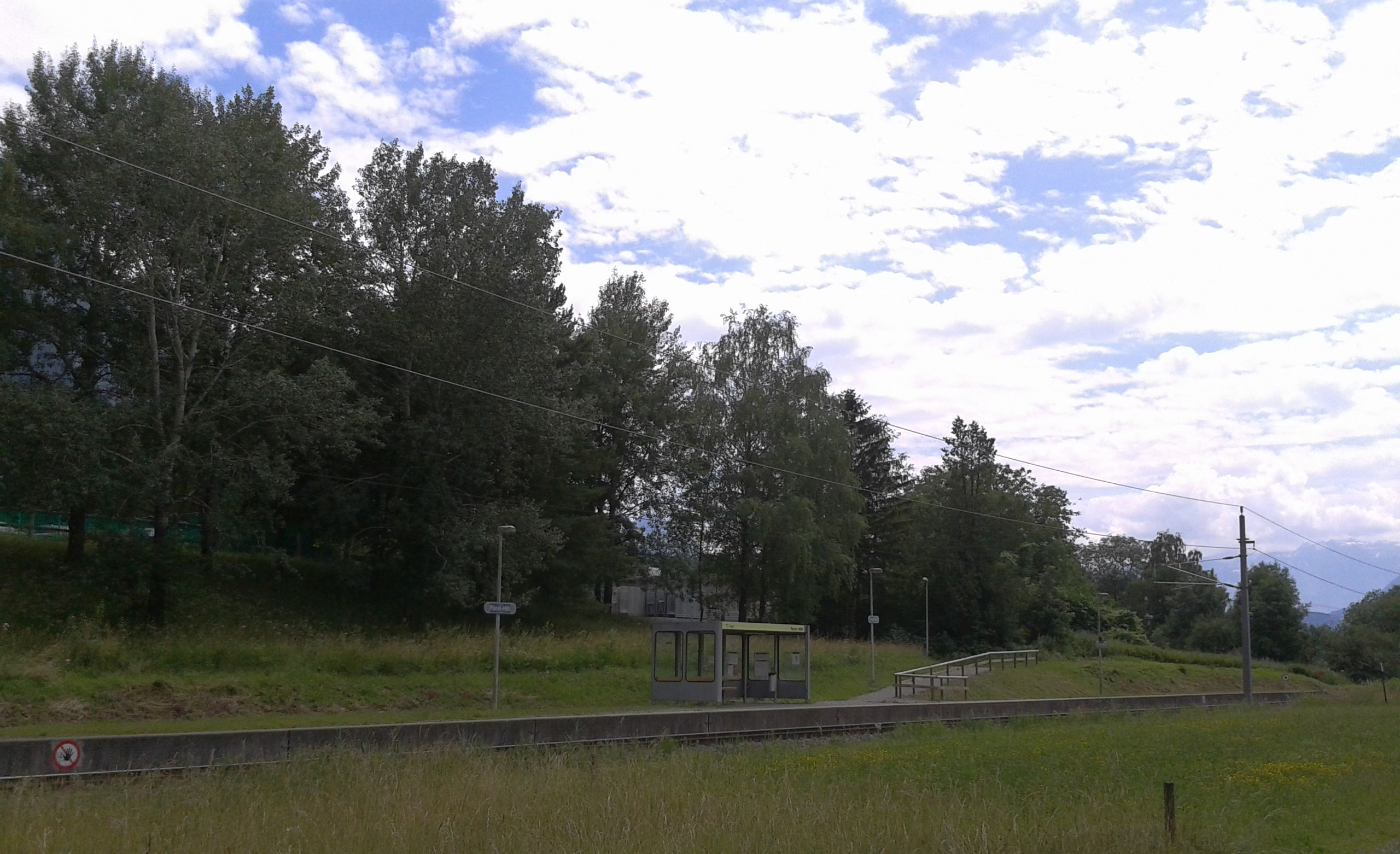
Haltestelle Forst-Hilti in Schaan, Liechtenstein

Auch die Haltestelle Forst-Hilti (vorm. Schaan/Forst) soll den neusten Kundenbedürfnissen angepasst werden und in erster Linie das Potential des Hauptsitzes der Hilti AG erschliessen. So ist die Erstellung eines 160 Meter langen Bahnsteiges sowie einer Bike-&-Ride-Anlage mit über 120 Fahrradabstellplätzen (insbesondere für Werksräder) geplant.

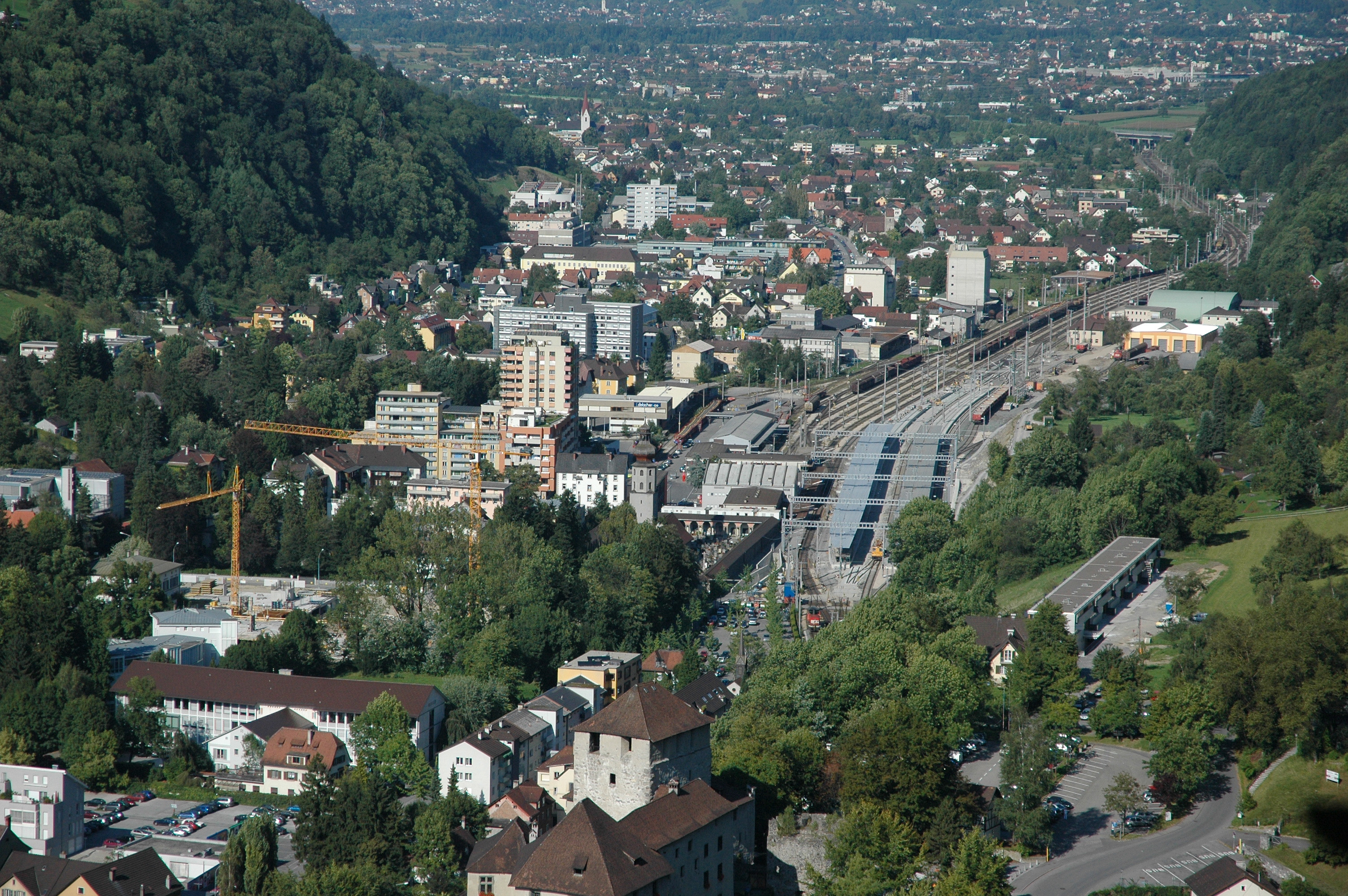
Blick auf Bahnhof Feldkirch

##### Weitere Haltestellen / Bahnhöfe
Die beiden Ausgangsbahnhöfe Buchs SG sowie Feldkirch wurden in den vergangenen Jahren umfassend saniert. So sind beispielsweise beim Bahnhof Buchs gehbehinderte Zugänge, erhöhte Bahnsteige sowie neue Perronüberdachungen erstellt worden. Auch die übrigen Haltestellen, welche auf österreichischem Staatsgebiet gelegen sind, dürften im Zuge des Projektes S-Bahn FL.A.CH erneuert werden. Zudem ist auch die Errichtung einer Haltestelle in Tosters geplant.

#### Bahnübergänge
In Liechtenstein sind momentan neun Bahnübergänge in Betrieb. Laut Projektberichten sollen zwei dieser Bahnübergänge durch Unter- bzw. Überführungen ersetzt werden, sodass im Bereich der Doppelspur nur noch ein Bahnübergang (Nebenstrasse in Nendeln) verbleiben würde. So gehört beispielsweise die Erstellung einer Unterführung (inklusive Verlegung) an der Hauptstrasse in Nendeln mit rund 17 Mio. Euro zu den kostenintensivsten Bauvorhaben des gesamten Projektes. Eine Niveaufreimachung der beiden grössten Bahnübergänge im Zentrum von Schaan wurde ebenfalls geprüft. Aufgrund der beengten Verhältnisse und dem grossen Eingriff ins Landschafts- bzw. Ortsbild wurde dies jedoch nicht weiter verfolgt. Weiters wird aufgrund der verhältnismässig geringen Einfahrts- bzw. Ausfahrtsgeschwindigkeit der Regionalzüge aus dem Bahnhof Schaan kein erhöhtes Gefahrenpotential gesehen. Zudem sollen Verkehrssimulationen gezeigt haben, dass auch bei zunehmendem Individualverkehr ein Verkehrskollaps nicht zu befürchten ist, insbesondere auch, weil die Schliesszeit einer Schranke bei Regionalzügen gering gehalten werden kann.

#### Lärmemissionen
Im Rahmen der Genehmigungsverfahren wurde ein Lärmkataster für die Eisenbahnlinie in Liechtenstein erstellt. Diese Untersuchungen haben gezeigt, dass im Jahr 2010 bei 89 Objekten (bebaute und unbebaute Parzellen) eine Überschreitung des Immissionsgrenzwertes (IGW) vorlag, jedoch bei keinem der so genannte Alarmwert (AW) überschritten wurde.
Im Vergleich dazu werden in Liechtenstein aufgrund des Strassenverkehrs bei 1‘100 Gebäuden der Immissionsgrenzwert überschritten, und bei 70 Gebäuden liegt sogar eine Überschreitung des Alarmwertes vor. Ein neues Umweltschutzgesetz schreibt vor, dass die Überschreitungen der Grenzwerte im Eisenbahnverkehr beseitigt werden müssen. Ohne Umsetzung des Projektes S-Bahn FL.A.CH müsste diese Umsetzung erst bis 2023 erfolgen – bei Umsetzung des Projektes müssten die Lärmschutzmassnahmen hingegen sofort realisiert werden.

## Finanzierung
Die Gesamtkosten für das geplante Projekt (Etappe 1) sollen sich auf insgesamt 99 Mio. Euro belaufen – wobei die Investitionen in Liechtenstein am meisten ins Gewicht fallen (über 90 Mio. Euro). Dieser Betrag umfasst dabei sowohl den eisenbahntechnischen Ausbau, Lärmschutzmassnahmen, die Niveaufreimachung von Bahnübergängen, den Haltestellenausbau, als auch den nötigen Grundstückserwerb. Zudem ist eine 25 % Risikovorsorge mit eingerechnet.
Nach Abschluss der Planungen wurden zwischen Liechtenstein und Österreich Verhandlungen aufgenommen, um die Finanzierung rechtlich zu verankern. Die beiden Länder haben sich dabei im November 2012 darauf geeinigt, dass Liechtenstein rund 45 Mio. der Gesamtkosten trägt – und damit die Hälfte der in Liechtenstein selbst anfallenden Kosten.
Zudem wird damit gerechnet, dass sich im Zusammenhang mit dem Agglomerationsprogramm Liechtenstein-Werdenberg auch die Schweiz am Anteil Liechtensteins finanziell beteiligen wird.
Die Kosten für den Unterhalt, Reinvestitionen und Betrieb der Bahninfrastruktur inkl. Haltestellen würden mit einer Konzessionsvergabe direkt der ÖBB zufallen. Liechtenstein würde sich entsprechend mit dem Kanton St. Gallen und dem Land Vorarlberg nur an den Kosten für die Verkehrsleistungen beteiligen müssen. Laut Bericht und Antrag der Regierung aus dem Jahr 2011 sollen sich diese jährlich wiederkehrenden Kosten (laufende Kosten) auf 1,5 bis 2,0 Mio. Franken belaufen. Im Vergleich dazu belief sich der Aufwand für den Linienverkehr von Liechtenstein Bus im Jahr 2011 auf rund 19,5 Mio. Franken. Mit der teilweise ähnlichen Linienführung von Bus und Bahn wird zudem davon ausgegangen, dass durch die Einführung der S-Bahn FL.A.CH Betriebskosten des öffentlichen Busverkehrs reduziert werden können.

## Erwartete Folgen

### Passagierzahlen

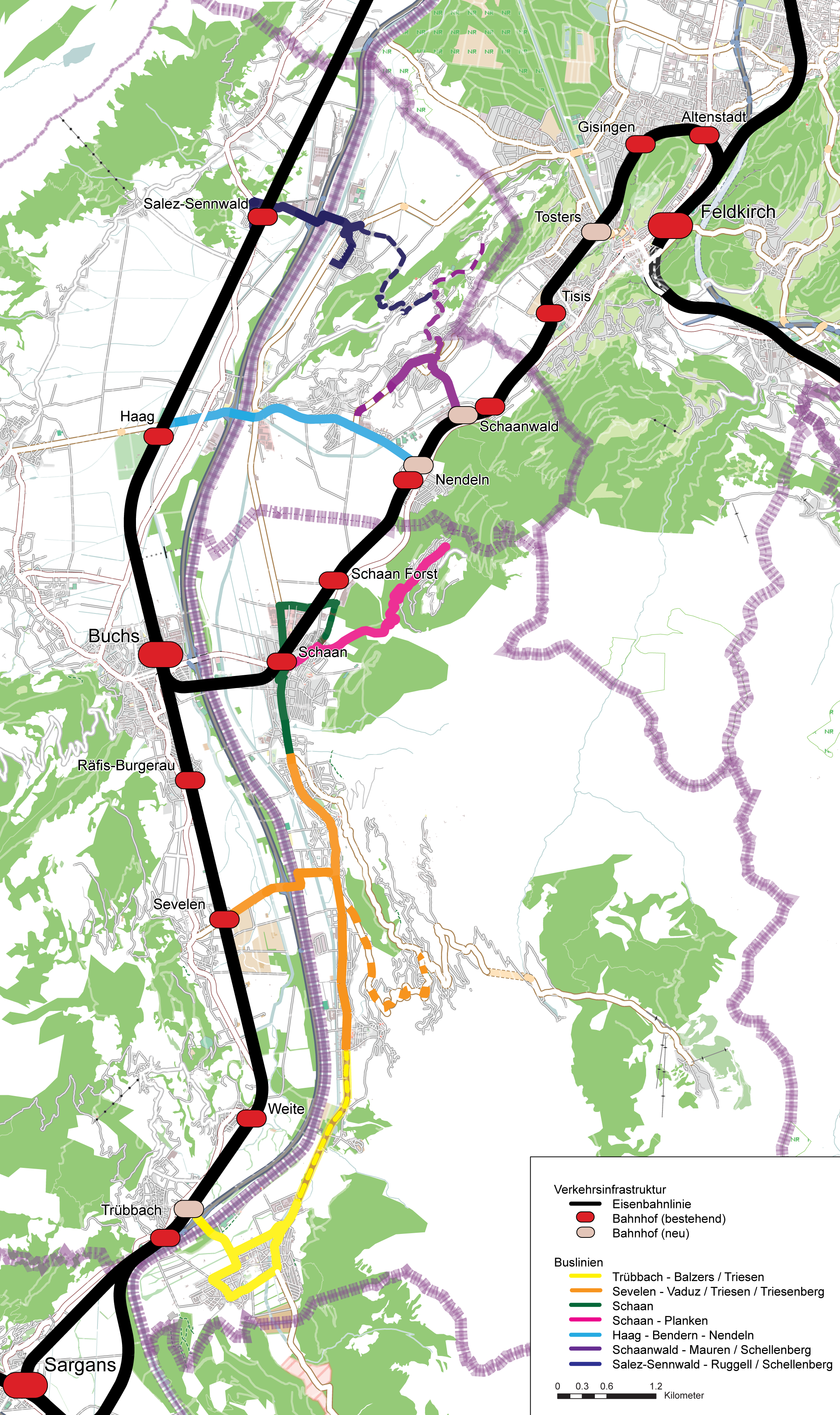
Projekt S-Bahn FL.A.CH und mögliche Busanbindungen in Liechtenstein

Die Zahl der Arbeitsplätze in den drei liechtensteinischen Gemeinden mit einem Bahnhofsanschluss (Schaan, Eschen und Mauren) belief sich im Jahr 2011 auf zusammen rund 14‘700 (davon ca. 8‘600 Grenzgänger). Weitere rund 11‘500 Arbeitsplätze könnten mit Buslinien nach Vaduz und Bendern/Gamprin erschlossen werden.
Im Rahmen der Projektierung der Ausbaupläne wurde von der Regierung das Fahrgastpotential einer solchen S-Bahn untersucht. Zusammenhängend mit dem ersten Ausbauschritt (durchgehender Stundentakt und Verdichtung zu einem Halbstundentakt in den Hauptverkehrszeiten) wird von einem Potential von ca. 2‘300 bis 3‘100 Personen pro Tag ausgegangen, welche im Fürstentum Liechtenstein entweder ein- oder aussteigen. Bei einem durchgehenden Halbstundentakt (Zielzustand 2025) sollen sich diese Zahlen auf 3‘400 bis 4‘500 erhöhen.
Durch eine Weiterführung der Buslinien, aber auch durch die Umsetzung weiterer Ausbauschritte im Bahnverkehr könnten die meisten Gemeinden Liechtensteins aber auch Werdenbergs direkt erschlossen werden. So erhalten der Bahnhof Sevelen und der Bahnhof Salez-Sennwald bereits ab Dezember 2013 durch die S-Bahn St. Gallen stündliche Verbindungen von/nach St. Gallen bzw. Sargans, welche zudem mit Busverbindungen nach Vaduz/Triesen bzw. Ruggell/Schellenberg erschlossen werden könnten. Weiters wird eine Verlegung des Bahnhofs Trübbach zum Industriegebiet der Gemeinde in Betracht gezogen, sodass direkte Busverbindungen nach Balzers ebenfalls möglich würden. Durch eine Reaktivierung des Bahnhofes in Haag könnte zudem der grenzüberschreitende Verkehr nach Bendern/Eschen gestärkt werden.
Als wichtiger Anreiz, die Beschäftigten zum Umsteigen vom Individualverkehr auf den öffentlichen Verkehr zu bewegen, erachtet die Liechtensteinische Regierung die zunehmende Einführung des betrieblichen Mobilitätsmanagements. So hat sich beispielsweise die ThyssenKrupp Presta in Eschen mit ca. 1‘500 Mitarbeitern für eine zukünftige Parkplatzbewirtschaftung ausgesprochen.

### Volkswirtschaftlicher Nutzen
Untersuchungen zum gesamtwirtschaftlichen Nutzen des S-Bahn-Projekts für Liechtenstein sollen ergeben haben, dass eine S-Bahn FL.A.CH einen Wirtschaftsimpuls erbringt, welcher in Liechtenstein zu einem jährlichen Wachstum des Bruttoinlandsproduktes (BIP) von 20 Mio. Franken (bzw. 0.4 %) beitragen soll. Zudem sollen sich durch das Projekt jährliche Mehreinnahmen von ca. 600‘000 Franken durch Steuern und Sozialabgaben ergeben. Das Kosten/Nutzen-Verhältnis betrage dabei 1.3, was im Vergleich zu schweizerischen Eisenbahnprojekten einen hohen Wert (gutes Kosten/Nutzen-Verhältnis) darstellen würde.

### Weitere Folgen
Laut Ausführungen der Regierungen könnte mit dem Ausbau des Regionalverkehrs auf der Bahnstrecke Feldkirch – Buchs zudem verhindert werden, dass der Güterverkehr in Zukunft stark zunimmt: Die S-Bahn-Züge und die Schnellzüge würden einen Grossteil der Streckenkapazitäten beanspruchen, sodass daneben nur noch eingeschränkt Güterzüge verkehren könnten.

## Weiterentwicklung

### Zweite Etappe S-Bahn FL.A.CH
Die Erweiterung der ersten Etappe der S-Bahn FL.A.CH um eine zweite Etappe wird in besonderem Mass von den Gemeinden Werdenbergs in Betracht gezogen: Mit dem Projekt S-Bahn St. Gallen 2013 verloren Trübbach, Weite und Räfis-Burgerau ihren Bahnanschluss. Um ein solches Angebot wiederherstellen zu können, ist jedoch ein Doppelspurabschnitt im Raum Buchs – Sevelen notwendig. Der Kanton St. Gallen erachtet diesen Ausbauschritt bis zum Jahr 2018 als zweckmässig – eine Realisierung sei jedoch bis spätestens 2025 erforderlich.
Eine Weiterführung der S-Bahn FL.A.CH Richtung St. Gallen oder von Feldkirch nach Bludenz oder Bregenz könnte ebenfalls in Betracht gezogen werden.

### Südeinfahrt Feldkirch
Die heutige Eisenbahnstrecke Buchs – Feldkirch führt von Tisis in einer fast kreisrunden Linienführung um den Ardetzenberg zum Bahnhof Feldkirch. Mit einer unterirdischen Linienführung ab Tisis könnte der Bahnhof Feldkirch von Süden angefahren werden und so eine deutliche Fahrzeiteinsparung realisiert werden. Zudem würde die heute notwendige Spitzkehre für eine Weiterfahrt von Buchs nach Bregenz wegfallen. Ausserdem könnten weitere Haltestellen (z. B. beim Landeskrankenhaus Feldkirch) erstellt werden. Eine Realisierung dieses Projektes vor dem Jahr 2025 wird aber als nicht realistisch erachtet.

### Vision: Trambahn Liechtenstein
Bereits vor dem Bau der Eisenbahnlinie Feldkirch – Buchs im 19. Jahrhundert war Liechtenstein bestrebt, die Verbindungslinie zwischen der Schweiz und Österreich über das Liechtensteiner Rheintal nach Sargans zu führen. Diese Forderungen wurden jedoch nicht direkt beachtet, stattdessen wurde mit der heutigen Linienführung eine Kompromisslösung gefunden. Auch in den folgenden Jahrzehnten war Liechtenstein bestrebt, eine Eisenbahnverbindung von Schaan über Vaduz nach Balzers zu erhalten – eine solche Verbindung wurde jedoch bis heute nicht realisiert. Entsprechend gibt es auch heute noch Bestrebungen, weitere Gemeinden Liechtensteins direkt durch eine Bahnanbindung zu erschliessen. So wurde beispielsweise vom Verkehrs-Club des Fürstentums Liechtenstein eine Studie in Auftrag gegeben. Hierbei wird die Idee einer sogenannten Trambahn bzw. Tram-Train näher untersucht, welche sowohl die Normalspur der SBB sowie der ÖBB, aber auch eigene Trassen nutzen könnte. Laut dieser Studie würden sich die Kosten für rund 30 Kilometer Neubaustrecke auf ca. 350 bis 450 Millionen Franken belaufen.